# Ștefan Vodă (arrondissement)
Ștefan Vodă is een arrondissement van Moldavië. De zetel van het arrondissement is Ștefan Vodă. Het arrondissement ligt in het zuidoosten van Moldavië. Het arrondissement grenst aan Transnistrië. Begin 2005 woonden er 70.600 mensen, begin 2012 71.500.
De 23 gemeenten, incl. deelgemeenten (localitățile), van Ștefan Vodă:
- Alava, incl. Lazo
- Antonești
- Brezoaia
- Căplani
- Carahasani
- Cioburciu
- Copceac
- Crocmaz
- Ermoclia
- Feștelița
- Marianca de Jos
- Olănești
- Palanca
- Popeasca
- Purcari, incl. Viișoara
- Răscăieți, incl. Răscăieții Noi
- Semionovca
- Slobozia
- Ștefan Vodă, met de titel orașul (stad)
- Ștefănești
- Talmaza
- Tudora
- Volintiri.